# Минско войводство
Минското войводство (на полски: Województwo mińskie, на латински: Palatinatus Minscensis) е административно-териториална единица в състава на Великото литовско княжество и Жечпосполита. Административен център е град Минск.
Войводството е организирано през 1413 година от крал Владислав Ягело. В 1500 година е поделено на три повята – Мински, Мозирски и Жечицки. В Сейма на Жечпосполита е представено от двама сенатори (войводата и кастелана) и шестима депутати
При първата подялба на Жечпосполита през 1772 година югоизточната част на войводството с градовете Чечерск, Хомел и Рохачев е анексирана от Руската империя. В резултат на втората подялба на Жечпосполита през 1793 година и останалата му територия е анексирана от Русия и е преобразувана в Минска губерния.